# A.J. Kitt
A.J. Kitt, Alvar Junior né le 13 septembre 1968 à Rochester, est un ancien skieur alpin américain.

## Palmarès

### Jeux Olympiques
| Épreuve / Édition | Albertville 1992 | Lillehammer 1994 | Nagano 1998 |
| Descente          | 9e               | 17e              | DNF         |
| Super G           | 23e              | DNF              | DNF         |

### Championnats du monde
| Épreuve / Édition | Morioka 1993 | Sestrière 1997 |
| Descente          | Bronze       | 23e            |
| Super G           | -            | 25e            |

### Coupe du monde
- Meilleur classement final: 10e en 1992
- 1 victoire (1 en Descente).

#### Différents classements en coupe du monde
| Saison / Épreuve | Saison / Épreuve | Général | Général | Descente | Descente | Super-G | Super-G | Combiné | Combiné |
| ---------------- | ---------------- | ------- | ------- | -------- | -------- | ------- | ------- | ------- | ------- |
| Saison / Épreuve | Saison / Épreuve | Class.  | Points  | Class.   | Points   | Class.  | Points  | Class.  | Points  |
| 1988             | 1988             | 99e     | 4       | 44e      | 4        | -       | -       | -       | -       |
| 1990             | 1990             | 51e     | 22      | 15e      | 22       | -       | -       | -       | -       |
| 1991             | 1991             | 50e     | 22      | 18e      | 21       | -       | -       | 15e     | 1       |
| 1992             | 1992             | 10e     | 594     | 3e       | 461      | 36e     | 44      | 8e      | 89      |
| 1993             | 1993             | 36e     | 228     | 21e      | 156      | 43e     | 28      | 15e     | 44      |
| 1994             | 1994             | 55e     | 119     | 21e      | 115      | 45e     | 4       | -       | -       |
| 1995             | 1995             | 24e     | 299     | 13e      | 192      | 17e     | 89      | 15e     | 18      |
| 1996             | 1996             | 132e    | 11      | 56e      | 11       | -       | -       | -       | -       |
| 1997             | 1997             | 77e     | 62      | 30e      | 59       | 48e     | 3       | -       | -       |
| 1998             | 1998             | 92e     | 31      | 38e      | 30       | 54e     | 1       | -       | -       |

#### Détail des victoires
| Saison / Épreuve | Descente    | Total |
| 1992             | Val d'Isère | 1     |
| Total            | 1           | 1     |